# Bowler (Wisconsin)
Bowler es una villa ubicada en el condado de Shawano en el estado estadounidense de Wisconsin. En el Censo de 2010 tenía una población de 302 habitantes y una densidad poblacional de 114,43 personas por km².

## Geografía
Bowler se encuentra ubicada en las coordenadas 44°51′47″N 88°58′53″O / 44.86306, -88.98139. Según la Oficina del Censo de los Estados Unidos, Bowler tiene una superficie total de 2.64 km², de la cual 2.64 km² corresponden a tierra firme y (0%) 0 km² es agua.

## Demografía
Según el censo de 2010, había 302 personas residiendo en Bowler. La densidad de población era de 114,43 hab./km². De los 302 habitantes, Bowler estaba compuesto por el 74.5% blancos, el 0% eran afroamericanos, el 17.22% eran amerindios, el 0% eran asiáticos, el 0% eran isleños del Pacífico, el 0% eran de otras razas y el 8.28% pertenecían a dos o más razas. Del total de la población el 3.31% eran hispanos o latinos de cualquier raza.